# Les Évangiles du Diable
Les Évangiles du Diable, selon la tradition populaire est un recueil de différentes légendes populaires sur le Diable, consignées par Claude Seignolle et paru pour la première fois en 1964. Il a connu de nombreuses rééditions.